# Orophus otomius
Orophus otomius är en insektsart som först beskrevs av Henri Saussure 1859.  Orophus otomius ingår i släktet Orophus och familjen vårtbitare. Inga underarter finns listade i Catalogue of Life.